# E-finance
E-finance comprende l'insieme delle relazioni aventi per oggetto transazioni finanziarie su internet:
- Finance to consumer rivolto alla famiglia o al singolo individuo.
- Finance to business rivolto alle imprese pubbliche e private.
Tra i servizi on-line offerti dalle banche e dalle società di intermediazione negli ultimi anni è uno di quelli di maggior successo, moltissimi giovani risparmiatori si sono avvicinati così al mondo della finanza, a volte anche in modo avventato, ma contribuendo a costruire una parte di quel fenomeno denominato poi New Economy.
In pratica un comune cittadino può rivolgersi alla propria banca oppure ad una società specializzata e chiedere di attivare il servizio cosiddetto di "trading" da quel momento l'utente sarà libero di operare, standosene seduto comodamente a casa propria sui mercati borsistici mondiali.
Non dimentichiamo che fino a qualche anno fa, il comune risparmiatore poteva operare solamente tramite gli appositi uffici delle banche, muovendosi di persona negli orari di apertura e avendo sempre un funzionario della banca come intermediario.
Nel recente passato inoltre ai piccoli risparmiatori veniva concesso di operare solamente con strumenti finanziari del mercato borsistico nazionale, con l'avvento del trading on line è diventato possibile anche per un piccolo risparmiatore operare sui mercati esteri e sugli strumenti finanziari più evoluti come il social lending  o rischiosi quali i futures e le opzioni.